# Fairton (New Jersey)
Fairton est une census-designated place située dans le comté de Cumberland, dans l’État du New Jersey, aux États-Unis. Lors du recensement de 2020, elle compte 1 060 habitants.